# Megara Hyblaia
Megara Hyblaia (grekiska: τὰ Μέγαρα) – möjligen identiskt med Hybla Major – var en grekisk koloni på Sicilien under antiken, nära det moderna Augusta på östkusten, 20 kilometer nord-nordväst om Syrakusa i Italien, i den bukt, som har bildats vid Xiphonianudden. Det fanns minst tre (och möjligen så många som fem) städer som hette "Hybla" i antika redogörelser för Sicilien, som ofta blandas ihop med varandra och mellan vilka det ofta är mycket svårt att skilja.

## Historia
Det var utan tvekan en grekisk koloni, som hade sitt ursprung i Megara i Grekland och omständigheterna kring dess grundläggning relateras i detalj av Thukydides. Han omnämner, att en grupp kolonisatörer från Megara, under befäl av en ledare vid namn Lamis, anlände till Sicilien vid samma tid som Leontini grundades av de chalkidiska kolonisatörerna och först slog sig ner nära floden Pantagias mynning, vid en plats, som kallades Trotilon (latin: Trotilus, nuvarande Brucoli). Därefter flyttade de till själva Leontini, där de ett tag levde tillsammans med chalkiderna; men de blev snart förvisade av dem och slog sig sedan ner på udden (eller halvön) Thapsos (latin: Thapsus, nuvarande Magnisi), nära Syrakusa. Därför flyttade de igen, efter Lamis död och slog sig slutligen, på förslag av Hyblon (en siciliansk hövding från den omgivande landsbygden), ner på en plats, som senare kom att kallas Hyblaiska Megara (Thuk. vi. 4.). Skymnos Chios hänfaller åt en annorlunda tradition, då han beskriver hur chalkidernas etablerande i Naxos och megarernas i Hybla som samtida, båda före grundandet av Syrakusa 734 f.Kr. Strabon ser också på samma sätt på saken, då han anger, att Megara grundades vid samma tid som Naxos (735 f.Kr.) och innan Syrakusa (Skymn. Ch. 271-76; Strab. vi. p. 269.). Det är omöjligt att kombinera de båda beskrivningarna, men Thukydides är troligen den mest trovärdiga. Enligt denna kan Megaras grundläggning troligen dateras till 726 f.Kr. I sin forskning i antikt källmaterial har professor Miller kommit fram till, att de pekar på olika grundläggningsdatum från 758 f.Kr. (enligt Eusebios Chronikon) till 728 f.Kr. (genom att hon har återskapat Thukydides datum). Om dess tidigaste historia finns knappt någon information alls, men den verkar ha blomstrat, då den 100 år efter grundandet i sin tur sände kolonisatörer till andra sidan av Sicilien, där de grundade staden Selinos, som skulle nå mycket större makt än sin moderstad (Thuk. vi. 4; Skymn. Ch. 291; Strab. vi. p. 272.).
Inget mer är känt om Megara innan Gelon av Syrakusa förstörde det omkring 483 f.Kr., då han, efter en lång belägring, erövrade staden genom kapitulation. Dock stannade han inte vid detta, utan sålde huvuddelen av befolkningen som slavar, medan han installerade de mäktigaste och rikaste av dess invånare i Syrakusa (Herod. vii. 156; Thuk. vi. 4.). Bland de personer, som på så vis tvångsförflyttades, fanns komediförfattaren Epicharmos, som hade fått sin utbildning i Megara, trots att han inte var född i staden (Suda, under Ἐπίχαρμος; Diog. Laert. viii. 3.). Enligt Thukydides ägde denna händelse rum 245 år efter Megaras grundläggning och kan därför tidsbestämmas till 483 f.Kr. Efter detta årfick Megara aldrig sin makt och självständighet. Thukydides hävdar bestämt, att den på hans tid inte existerade som stad, men omnämner vid ett flertal tillfällen platsen, vid havskusten, som vid den tiden var ockuperad av Syrakusaborna, men som den atenske generalen Lamachos, under expeditionen mot Syrakusa (415-413 f.Kr.), föreslog som högkvarter för flottan; hans råd lyddes dock inte och nästa vår befäste Syrakusaborna den (Thuk. vi. 49, 96.).
Från denna tid omnämns ständigt en plats, vid namn Megara eller Megaris (Skyl. p. 4. § 6), som verkar omöjlig att särskilja från Hybla, och det är möjligt att de två faktiskt var identiska. Platsen för detta senare Megara eller Hybla kan med nästan 100-procentig säkerhet bestämmas till mynningen av floden Alabos (nuvarande Cantera); men det är mycket troligt att den antika staden, den ursprungliga grekiska kolonin, fanns nära den udde, där staden Augusta nu ligger. Det är svårt att tro att denna position, hamnen, som åtminstone är jämbördig med Syrakusas, medan halvön själv har samma fördelar som Ortygia, skulle ha kunnat bli negligerad under antiken; och en sådan plats skulle utmärkt ha tjänat de syften, som Lamachos krävde att hans generaler skulle erövra Megara för (Thuk. vi. 49.).

## Arkeologi

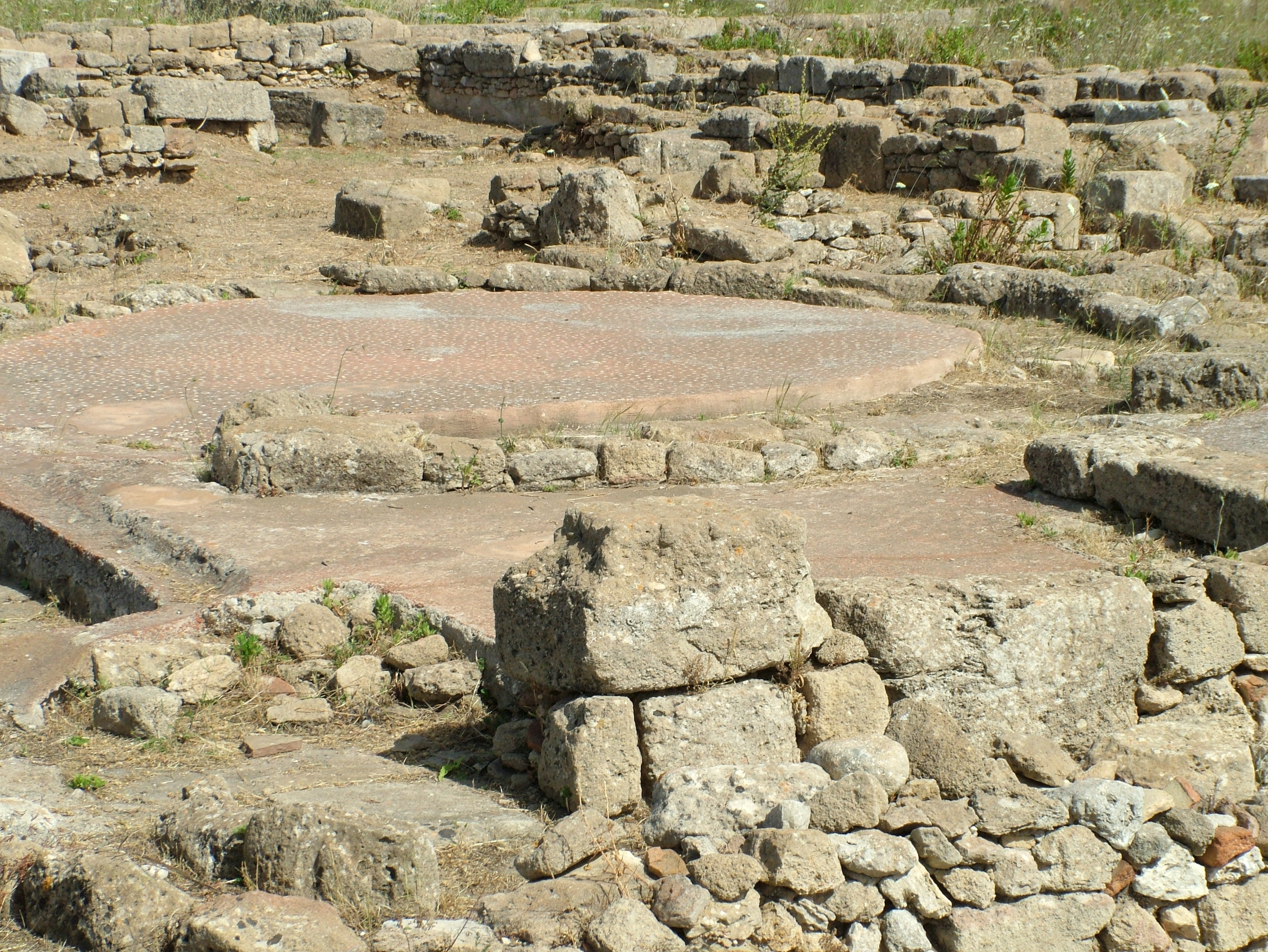
Megara Hyblaia

Utgrävningar 1891 ledde till upptäckten av norra delen av västra stadsmuren, som i ett stycke på samma gång tjänade som fördämning mot översvämningar — de var uppenbarligen värre under Philipp Clüvers tid, (Sicilia antiqua, Leiden, 1619) p. 133 — en vidsträckt nekropolis, omkring 1500 gravar, som har blivit utforskade och en samling votivföremål från ett tempel. Hamnen låg norr om staden.